# Neuwittenbek
Neuwittenbek (dänisch: Ny Vittenbæk, niederdeutsch: Niewittenbek) ist eine Gemeinde im Kreis Rendsburg-Eckernförde in Schleswig-Holstein.

## Geographie

### Geographische Lage
Das Gemeindegebiet von Neuwittenbek erstreckt sich entlang des nördlichen Ufers des Nord-Ostsee-Kanals im Bereich der naturräumlichen Haupteinheit Schwansen, Dänischer Wohld auf der letztgenannten Halbinsel nordwestlich von Kiel.

### Gemeindegliederung
Altwittenbek, Fahrenhorst, Levensau und Warleberg-Landwehr liegen im Gemeindegebiet.

### Nachbargemeinden
Direkt angrenzende Gemeindegebiete von Neuwittenbek sind:
|          | Tüttendorf                                  | Felm                       |
| Schinkel | Kompassrose, die auf Nachbargemeinden zeigt |                            |
|          | Quarnbek, Ottendorf                         | Kiel (Stadtteil Suchsdorf) |

## Geschichte
Der Ort wurde im 13. Jahrhundert erstmals urkundlich erwähnt. Der Ortsname bedeutet Neuer weißer Bach.
Vom 16. Jahrhundert bis zur Selbständigkeit 1876 war die Gemeinde im Besitz des Guts Warleberg, das heute im Gemeindegebiet liegt.
Gut Warleberg

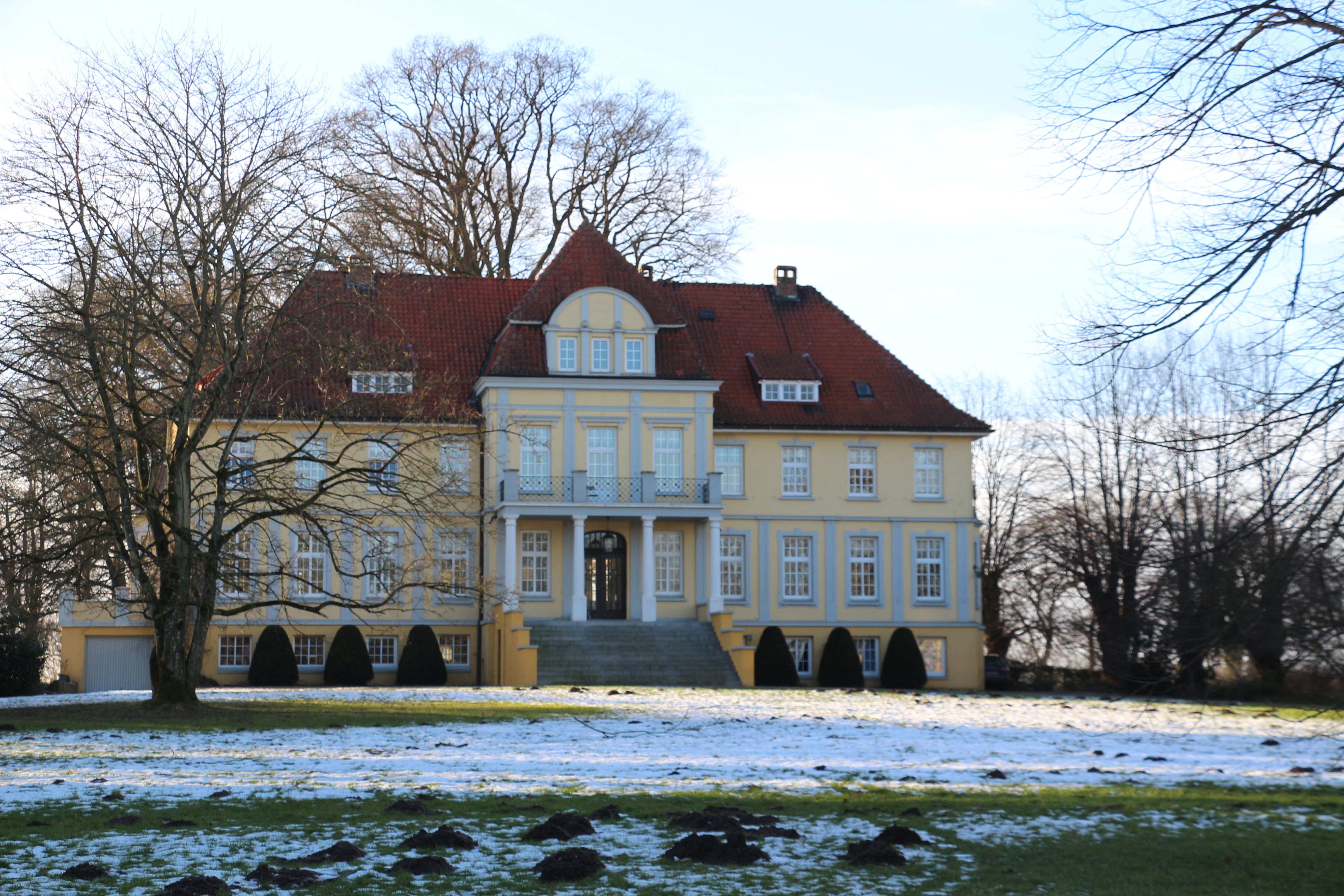
Gutshaus Warleberg

Das Gut wurde 1305 erstmals erwähnt. Heute wird es als landwirtschaftlicher Betrieb mit angeschlossener Gastronomie betrieben.

## Politik

### Gemeindevertretung
Bei der Kommunalwahl am 14. Mai 2023 wurden insgesamt elf Sitze vergeben. Die CDU und die Wählergemeinschaft der Gemeinde Neuwittenbek erhielten je vier Sitze und die SPD drei Sitze.

### Wappen
Blasonierung: „In Blau über einem silbernen Wellenbalken und unter einem silbernen Sparren ein Bauernhaus in Frontalsicht mit silbernem Dach, Türen und Fachwerk und roter Mauerung.“

## Vereine
Im TSV Neuwittenbek werden Fußball, Volleyball, Tischtennis, Tennis, Turnen, Badminton, Multisport und Sportschießen angeboten. Bundesweit wurde der Verein 2007/08 durch die Unihockey-/Floorball-Mannschaft bekannt. Seit 2004 nimmt diese am Spielbetrieb verschiedener Ligen teil. Größte bisherige Mannschaftserfolge der Herren nach diversen Erfolgen in den Landes- und Regionalligen war die Meisterschaft in der 2. Bundesliga in der Saison 2007/08, sowie der 2. Bundesliga (West) in der Saison 2008/09. Die Nachwuchsmannschaften dominierten die Spielzeit 2008/09 ebenfalls auf Landesebene und konnten ihre Staffeln siegreich abschließen.

## Infrastruktur

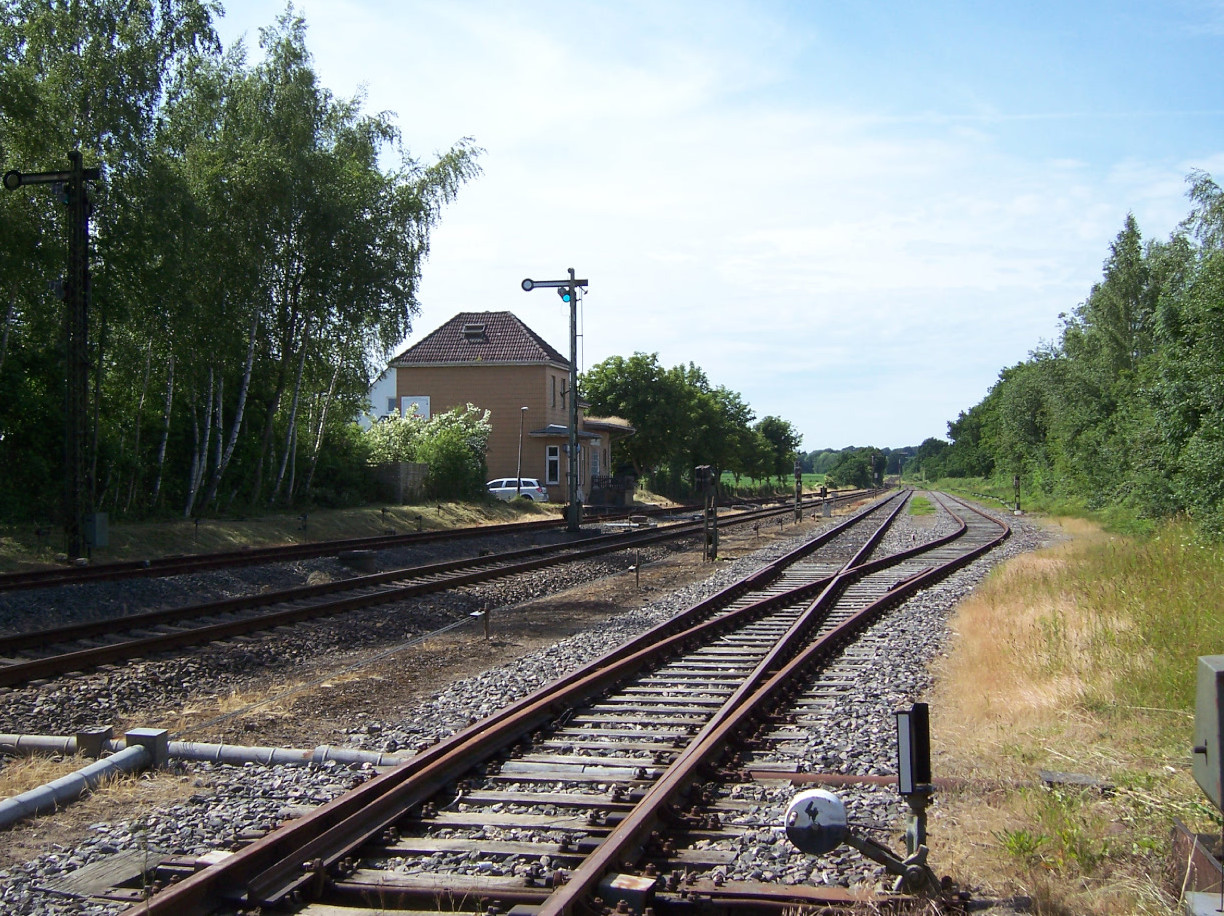
Bahnhof Neuwittenbek vor dem Umbau 2018 mit Formsignalen

Neuwittenbek wird entlang der nordöstlichen Gemeindegrenze von der Bundesstraße 76 zwischen Kiel und Eckernförde berührt. Diese ist in diesem Bereich um die Kanalquerung auf der Neuen Levensauer Hochbrücke als vierspurige Kraftfahrstraße höhenfrei ausgebaut. Die Gemeinde wird, ausgehend von der Anschlussstelle Neuwittenbek/Altenholz, über die Kreisstraße 24 angebunden, die in der Verlängerung einen Zugang zur Stadt Kiel über die Alte Levensauer Hochbrücke ermöglicht. Im Ortsteil Levensau zweigt von ihr in westlicher Richtung die Kreisstraße 90 ab, die durch die Dorflagen von Alt- und Neuwittenbek zum Ortsteil Warleberg führt.
Der Bahnhof Neuwittenbek liegt an der 1881 eröffneten Bahnstrecke Kiel–Flensburg. Er war aus bahnbetrieblichen Gründen bis zum Jahr 2020 personell besetzt; es halten dort jedoch seit 1987 fahrplanmäßig keine Züge im Personenverkehr mehr. Im Rahmen des inzwischen teilweise eingestellten StadtRegionalBahn-Kiel-Projektes war die Wiederinbetriebnahme für Stadtbahnzüge geplant. Im Fünften Landesweiten Nahverkehrsplan bis 2017 (LNVP bis 2027) ist die Realisierung des Bahnhaltepunktes Neuwittenbek für das Jahr 2026 vorgesehen.
1923 wurde die Bahnstrecke Neuwittenbek–Kiel Schusterkrug eröffnet, die ausschließlich dem Güterverkehr dient.

## Persönlichkeiten
Der Motorrad-Bahnsport-Fahrer Stephan Katt („Catman“) (* 15. September 1979) ist in Neuwittenbek aufgewachsen und lebt dort. Der 1938 geborene Musikwissenschaftler und Kirchenmusiker Arnfried Edler lebte ebenfalls in Neuwittenbek.